# B Division Supplementary Cup
La B Division Supplementary Cup est une ancienne compétition de football en Écosse, qui a existé de 1945 à 1952. Elle mettait aux prises, sous forme de coupe, les clubs écossais évoluant en 2e division, tout d'abord de la Southern Football League pour la première édition en 1945-1946, puis de la Scottish Football League, à partir de 1946.

## Histoire
Cette compétition a été créée en 1945, alors que les compétitions principales de football en Écosse avaient été interrompues et que les clubs ne jouaient qu'un nombre très réduit de matches par saison. L'une des ligues régionales qui avaient pris le relais des compétitions nationales, la Southern Football League, eut alors l'idée de créer cette coupe supplémentaire pour les clubs de sa 2e division dont la saison s'arrêtait en février. C'est ainsi que la première édition de la coupe n'opposa que des clubs appartenant à la Southern Football League.
Toutefois, à partir de 1946 et malgré la reprise des compétitions nationales, la Scottish Football League décida de maintenir cette coupe, grâce à un nombre de spectateurs assez élevé (parfois plus de 15 000). La 2e édition fut elle aussi une belle réussite mais dès la 3e, le nombre de spectateurs chuta et la Scottish Football League se désengagea de la coupe.
Les clubs de Division 2 reprirent alors eux-mêmes l'organisation de la coupe mais ne réussirent à véritablement le faire avant son arrêt définitif en 1952.
Le trophée est resté en la possession de Clyde, son dernier vainqueur.

## Palmarès

### Southern League B Division
| Saison    | Vainqueur     | Score | Finaliste | Spectateurs | Buteurs                  | Stade               | Ref   |
| --------- | ------------- | ----- | --------- | ----------- | ------------------------ | ------------------- | ----- |
| 1945-1946 | Airdrieonains | 2-1   | Dumbarton |             | Peters, Aitken; Bootland | Ibrox Park, Glasgow | [ 1 ] |

### Scottish League B Division
| Saison    | Équipe à domicile                       | Score                                   | Équipe à l'extérieur                    | Spectateurs | Buteurs                                | Stade | Ref   |
| --------- | --------------------------------------- | --------------------------------------- | --------------------------------------- | ----------- | -------------------------------------- | ----- | ----- |
| 1946-1947 | East Fife                               | 3-2                                     | Raith Rovers                            | 18 000      | Davidson, Morris, Adams; Maule Stewart |       | ,     |
| 1946-1947 | Raith Rovers                            | 1-4                                     | East Fife                               | 14 000      | Stewart; Duncan (2), Morris, Davidson  |       | ,     |
| 1946-1947 | East Fife gagne 7-3 en score cumulé.    | East Fife gagne 7-3 en score cumulé.    | East Fife gagne 7-3 en score cumulé.    | -           | -                                      | -     | ,     |
| 1947-1948 | Stirling Albion                         | 1-2                                     | East Fife                               |             | E Curran; Morris, Adams                |       | ,     |
| 1947-1948 | East Fife                               | 7-0                                     | Stirling Albion                         |             | Duncan (3), D Davidson (3), J Davidson |       | ,     |
| 1947-1948 | East Fife gagne 9-1 en score cumulé.    | East Fife gagne 9-1 en score cumulé.    | East Fife gagne 9-1 en score cumulé.    | -           | -                                      | -     | ,     |
| 1948-1949 | Raith Rovers                            | 1-2                                     | St Johnstone                            |             | Penman; McRoberts, Craig               |       | [ 1 ] |
| 1948-1949 | St Johnstone                            | 2-0                                     | Raith Rovers                            |             | Munro, McRoberts                       |       | [ 1 ] |
| 1948-1949 | St Johnstone gagne 4-1 en score cumulé. | St Johnstone gagne 4-1 en score cumulé. | St Johnstone gagne 4-1 en score cumulé. | -           | -                                      | -     | [ 1 ] |
| 1949-1950 | Forfar Athletic                         | -                                       | Kilmarnock                              | -           | -                                      | -     | [ 1 ] |
| 1949-1950 | Kilmarnock                              | -                                       | Forfar Athletic                         | -           | -                                      | -     | [ 1 ] |
| 1949-1950 | Finale non jouée.                       | Finale non jouée.                       | Finale non jouée.                       | -           | -                                      | -     | [ 1 ] |
| 1951-1952 | Clyde                                   | 5-1                                     | St Johnstone                            | 13 000      | J Buchanan (en) (4), T Ring; Goldie    |       | [ 1 ] |
| 1951-1952 | St Johnstone                            | 2-2                                     | Clyde                                   | 5 500       | Goldie, Buckley; B McPhail (2)         |       | [ 1 ] |
| 1951-1952 | Clyde gagne 7-3 en score cumulé.        | Clyde gagne 7-3 en score cumulé.        | Clyde gagne 7-3 en score cumulé.        | -           | -                                      | -     | [ 1 ] |